# 6442 Salzburg
6442 Salzburg este un asteroid din centura principală de asteroizi.

## Descriere
6442 Salzburg este un asteroid din centura principală de asteroizi. A fost descoperit pe 8 septembrie 1988 la Tautenburg de Freimut Börngen. El prezintă o orbită caracterizată de o semiaxă mare de 2,69 ua, o excentricitate de 0,04 și o înclinație de 3,0° în raport cu ecliptica.